# Vegetação da Bélgica

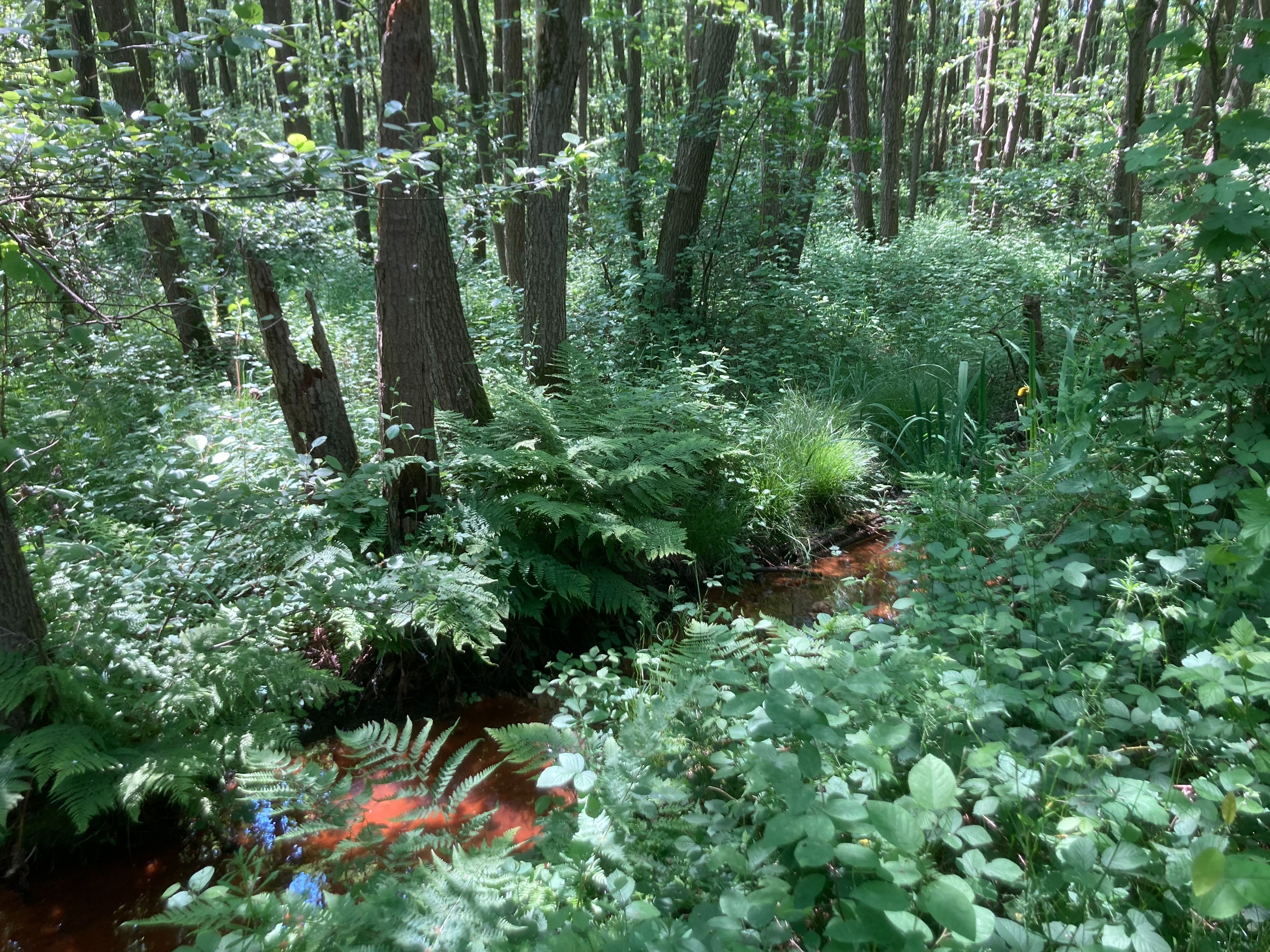
Floresta na Bélgica.

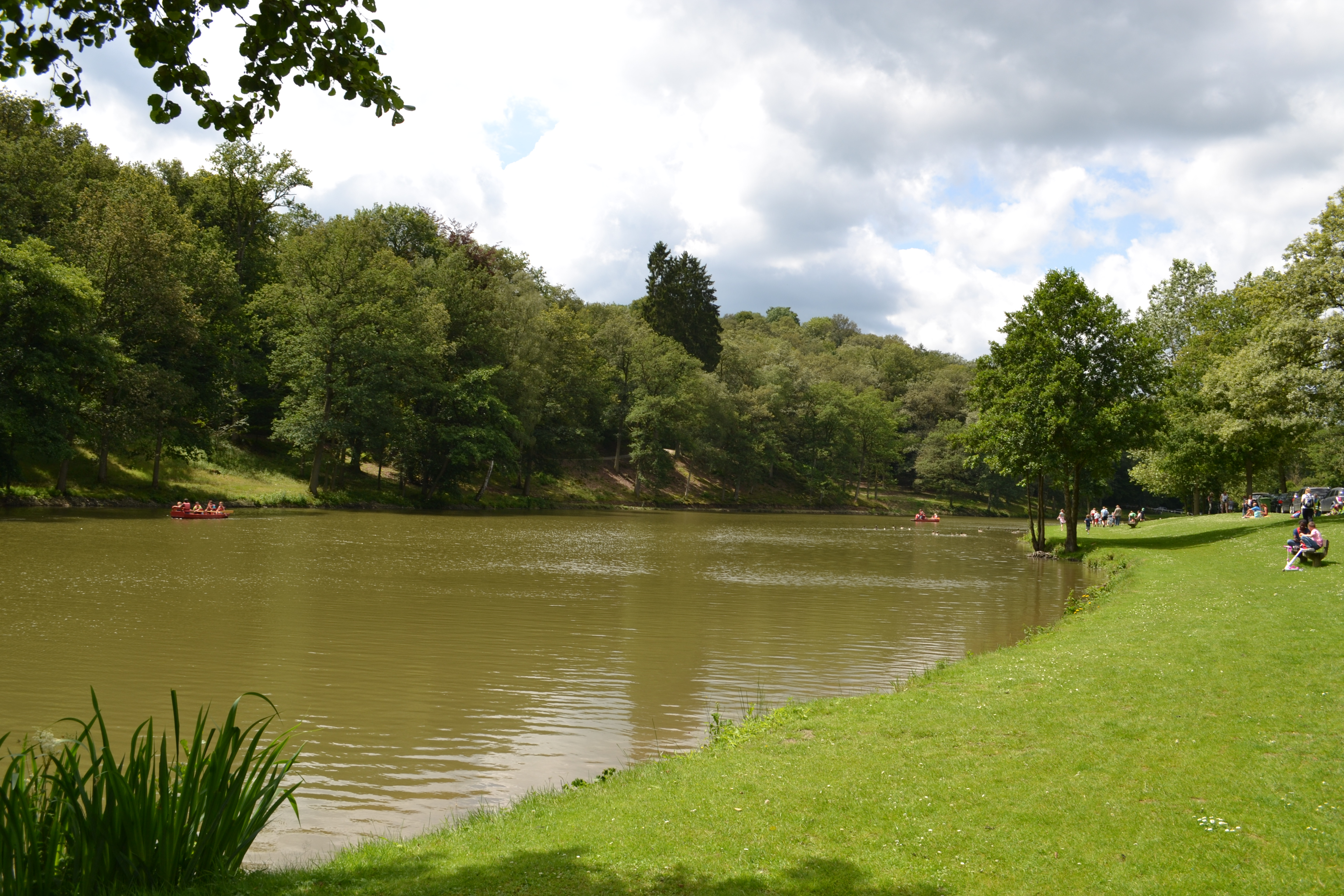
Rio na Bélgica.

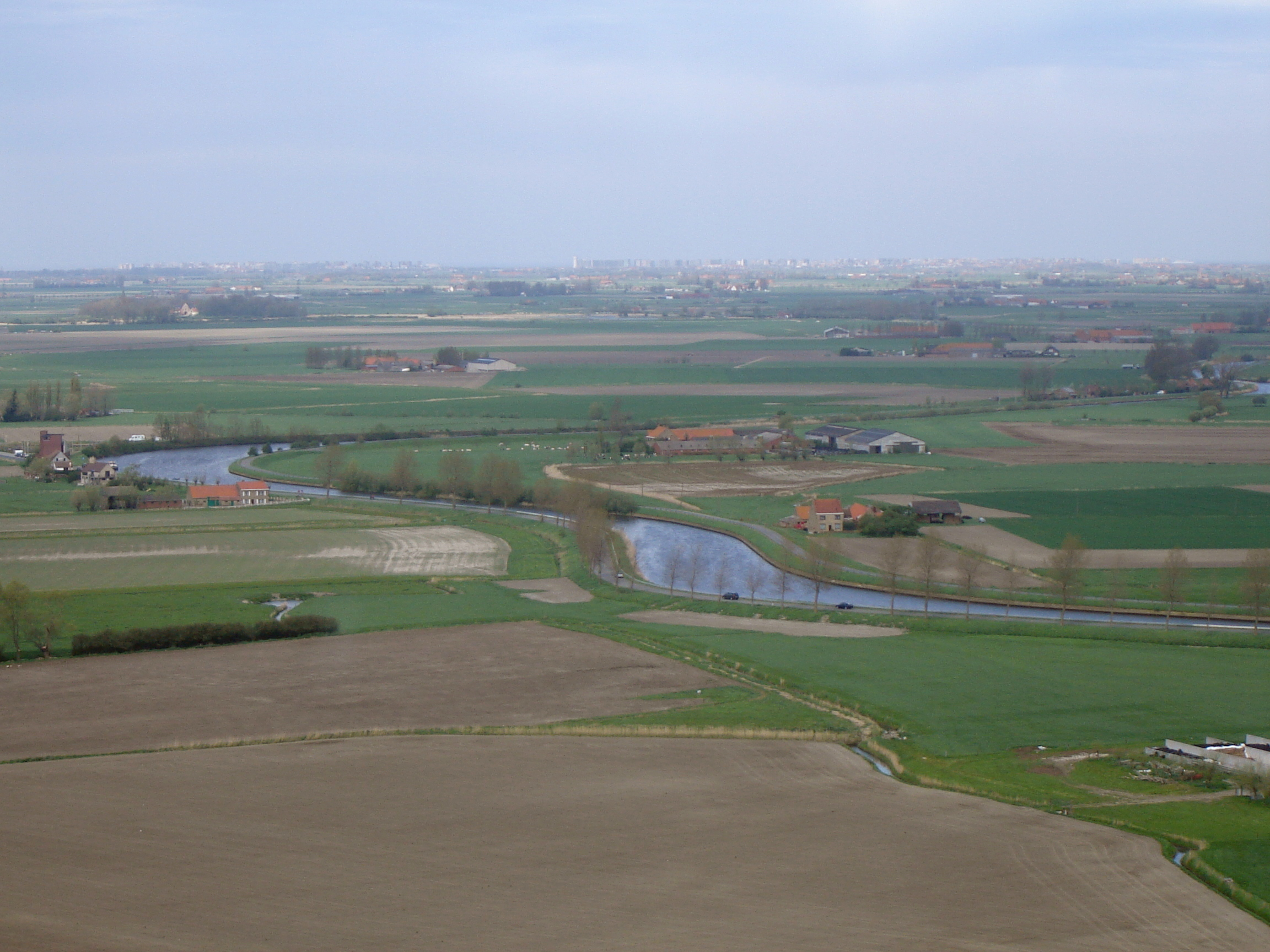
Agricultura na Bélgica.

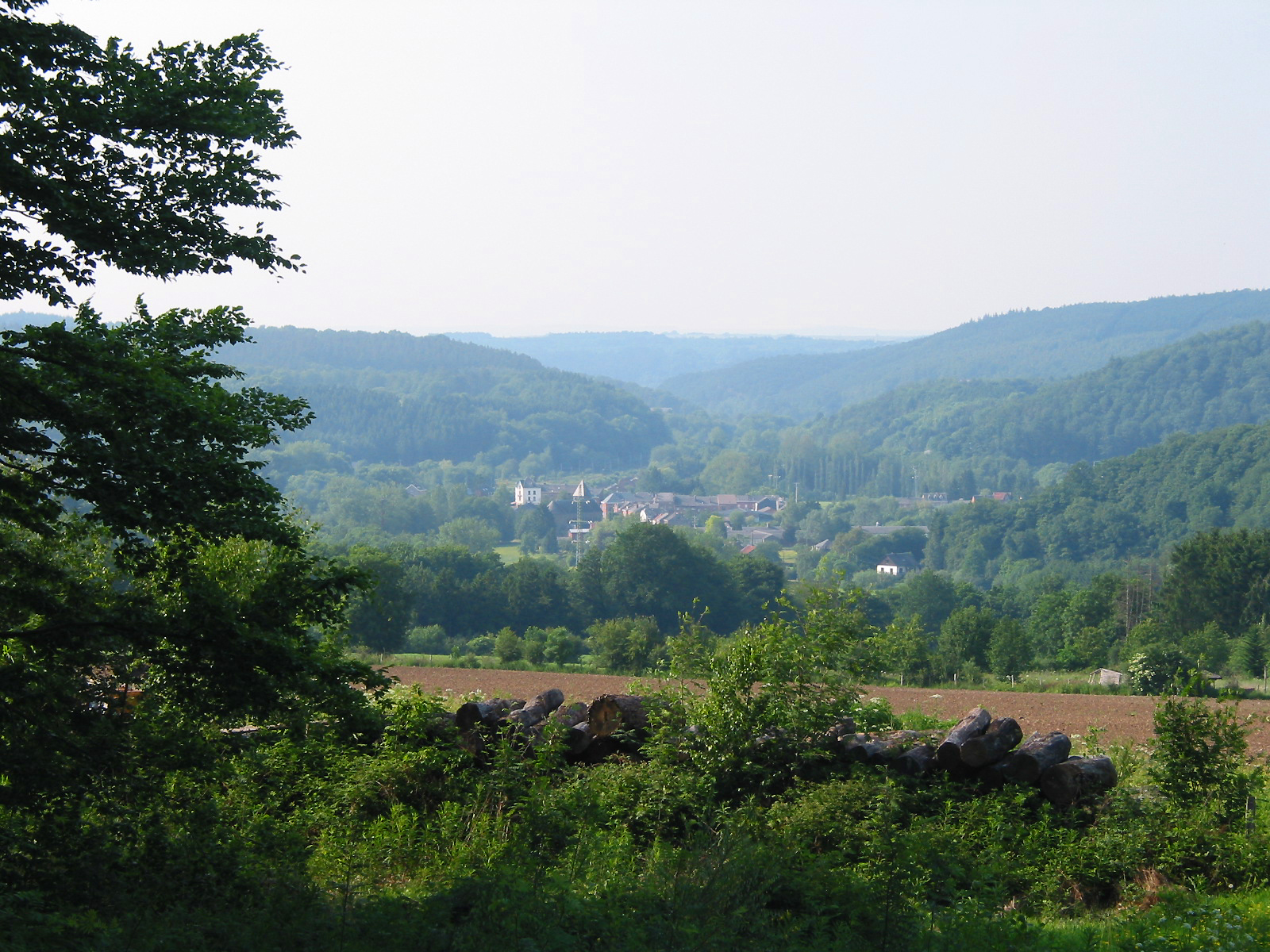
Vegetação da Bélgica.

A Vegetação da Bélgica é caracterizada por uma mistura de florestas, áreas agrícolas e espaços urbanos, refletindo a influência do clima temperado marítimo e da intensa atividade humana no país. A vegetação predominante no país é principalmente composta por floresta estacional decidual, que se caracteriza pela queda das folhas durante a estação seca. As espécies arbóreas mais frequentes incluem carvalhos, faias, olmos e bétulas. Nas regiões montanhosas do sul, onde o relevo é mais acidentado, a vegetação é dominada por espécies de coníferas.

## Florestas
As florestas ocupam uma parte significativa do território belga, especialmente nas regiões mais ao sul e no leste do país. As principais espécies de árvores encontradas nessas florestas incluem carvalhos, faia, abetos e pinheiros. As florestas belgas desempenham um papel importante na conservação da biodiversidade, oferecendo habitat para uma variedade de plantas e animais nativos.
Na Bélgica, as principais florestas incluem:
1. Floresta de Soignes (Zonienwoud): Localizada nos arredores de Bruxelas, é uma das maiores florestas da Bélgica e uma das mais antigas da Europa. É conhecida por sua beleza natural e é uma área popular para atividades ao ar livre, como caminhadas e ciclismo.
2. Floresta das Ardenas (Ardennen): Esta é uma grande área florestal que se estende pela Bélgica, Luxemburgo, França e Alemanha. Na Bélgica, as Ardenas cobrem principalmente a região sul do país. É uma área montanhosa com uma rica biodiversidade e é popular entre os amantes da natureza e entusiastas de esportes ao ar livre.
3. Floresta de Hertogenwald: Localizada na região leste da Bélgica, perto da fronteira com a Alemanha, esta floresta é conhecida por sua paisagem variada, que inclui vales profundos, riachos e colinas arborizadas. É uma área de grande importância ecológica e oferece muitas trilhas para caminhadas e passeios pela natureza.
4. Floresta de Silsombos: Situada na região de Flandres, é uma área natural protegida conhecida por sua diversidade de flora e fauna. Esta floresta oferece uma série de trilhas para caminhadas e é um local popular para observação de aves e vida selvagem.

## Áreas agrícolas
Grande parte do terreno belga é dedicado à agricultura, com campos extensos cultivados para o cultivo de uma variedade de culturas, incluindo cereais, batatas, vegetais, frutas e flores. As paisagens agrícolas da Bélgica são caracterizadas por campos verdes e férteis, intercalados por pequenas vilas e fazendas.

## Pântanos e áreas úmidas
Há também uma presença significativa de áreas úmidas e pântanos na Bélgica, especialmente ao longo da costa e em algumas áreas de planície. Essas áreas são o lar de uma variedade de plantas aquáticas, bem como aves aquáticas e vida selvagem.

## Parques e áreas naturais protegidas
A Bélgica possui várias áreas protegidas e parques naturais que são de grande importância para a conservação da biodiversidade e para oferecer espaços naturais para recreação e educação ambiental. Alguns dos principais são:
1. Parque Nacional de Hautes Fagnes-Eifel (Hoge Kempen): Localizado na região de Wallonia, este parque nacional abrange uma vasta área de charneca, florestas e turfeiras. É conhecido por sua paisagem única e diversidade de vida selvagem, incluindo aves raras e plantas típicas de habitats de turfeira.
2. Parque Natural das Ardenas: Esta área protegida abrange parte das florestas das Ardenas na região sul da Bélgica. Oferece uma variedade de paisagens naturais, incluindo florestas, vales e riachos, e é lar de uma rica diversidade de vida selvagem, incluindo cervos, javalis e várias espécies de aves.
3. Parque Nacional de Zwin: Localizado na região de Flandres, este parque é conhecido por sua importância como uma área de proteção para aves migratórias. Abriga uma grande variedade de aves aquáticas durante suas migrações sazonais e oferece oportunidades para observação de aves e educação ambiental.
4. Reserva Natural de Bourgoyen-Ossemeersen: Situada perto de Ghent, esta reserva natural é um importante habitat para aves aquáticas, anfíbios e plantas aquáticas. Possui trilhas para caminhadas e áreas de observação de aves, proporcionando uma experiência de natureza próxima às áreas urbanas.
5. Parque Nacional de Hohes Venn-Eifel: Esta área protegida se estende pela fronteira entre a Bélgica e a Alemanha e abrange uma paisagem de charneca e florestas de coníferas. É conhecido por sua beleza natural e oferece uma variedade de atividades ao ar livre, como caminhadas, ciclismo e observação da vida selvagem.

## Vegetação urbana
Nas áreas urbanas da Bélgica, como Bruxelas, Antuérpia e Gent, a vegetação é composta principalmente por parques, jardins e áreas verdes públicas. Esses espaços desempenham um papel importante na qualidade de vida dos habitantes urbanos, oferecendo áreas para recreação, relaxamento e contato com a natureza.

## Impacto humano
A intensa atividade humana na Bélgica, incluindo urbanização, agricultura e indústria, teve um impacto significativo na paisagem e na vegetação do país. Muitas áreas naturais foram convertidas para uso agrícola ou urbano, e a poluição do ar e da água também representa desafios para a conservação da vegetação e da vida selvagem. A vegetação da Bélgica é diversificada e influenciada por uma variedade de fatores naturais e humanos. Apesar dos desafios enfrentados pela conservação da biodiversidade, o país continua a valorizar e proteger suas áreas naturais e a promover práticas sustentáveis de uso da terra e recursos naturais.